# Альбота-де-Сус
Альбо́та-де-Сус (рум. Albota de Sus) — село в Тараклійському районі Молдови, є центром комуни, до якої також відносяться села Рошица та Софієвка.